# Chrusty (Chełmno)
Pour les articles homonymes, voir Chrusty.
Chrusty est un village de Pologne situé en Couïavie-Poméranie, dans le gmina (commune) de Lisewo.